# Verfügungsraum
Verfügungsraum ist ein militärischer, taktischer und operativer Begriff, der zu den Begriffen zur Ordnung des Raumes zählt. Verfügungsräume werden vor allem in der vorderen Kampfzone, darüber hinaus aber auch im gesamten Operationsgebiet von Landstreitkräften eingerichtet, um Truppen für weitere oder Folgeaufträge zur Verfügung der Führung zu halten.
- Truppen, die für einen Angriff bereitgestellt oder dazu herangeführt werden, treffen ihre Vorbereitungen in Verfügungsräumen. Diese sollen außerhalb der Reichweite der Masse der feindlichen Artillerie und so liegen, dass der Anmarsch aus ihnen reibungslos und schnell vor sich gehen kann. Die Truppe soll nur so lange in den Verfügungsräumen bleiben, wie sie für ihre Vorbereitungen braucht.

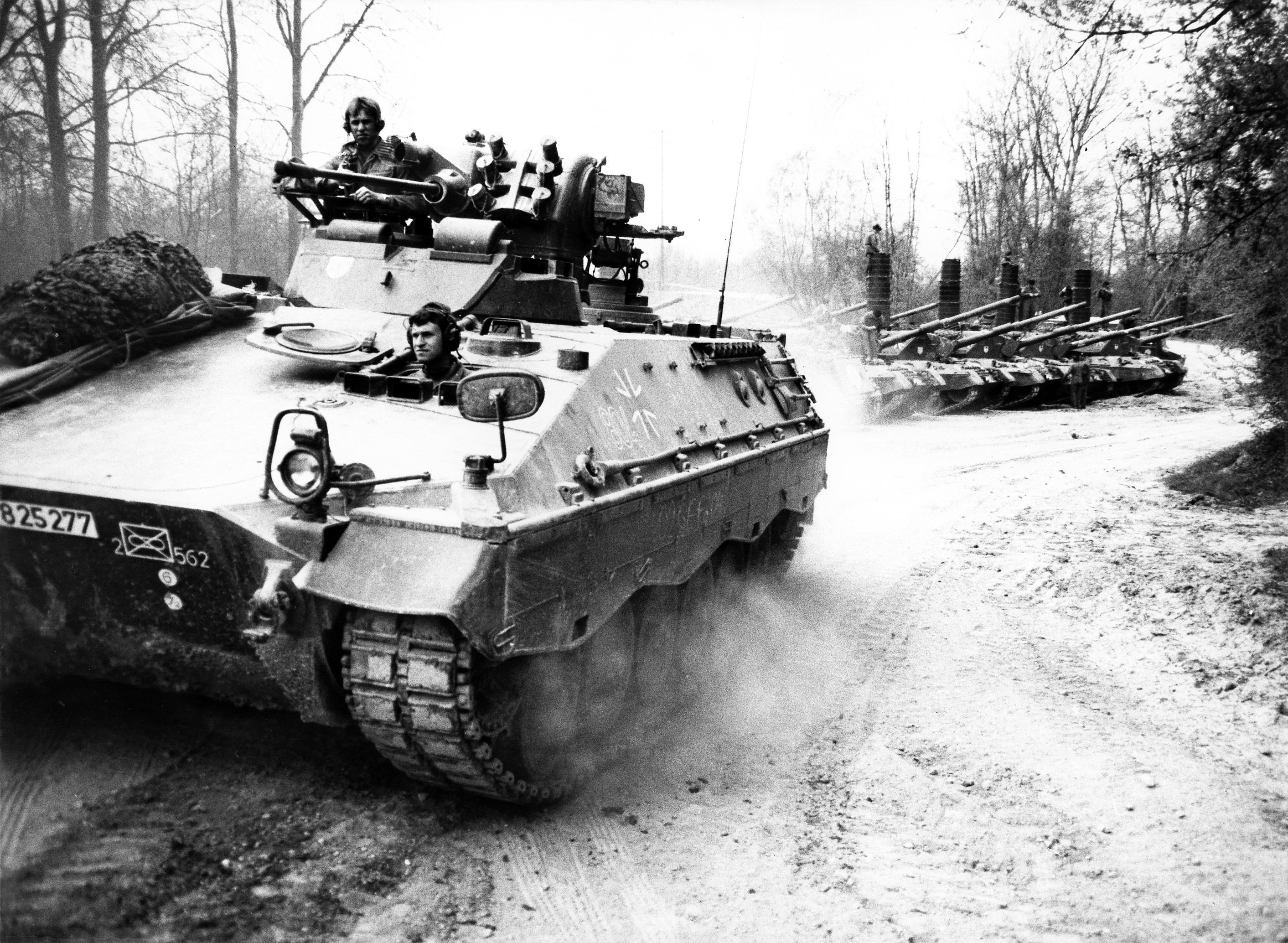
Im ufernahen Verfügungsraum: Im Hintergrund stehen aufgerüstete Kampfpanzer Leopard 1 mit Kommandantenturm für Tauchfahrt bereit

- Bei Gewässerübergängen sind Verfügungsräume beiderseits des Gewässers einzurichten, um Massierungen und Stauungen zu vermeiden. In den Verfügungsräumen sind die Vor- oder Nachbereitungstätigkeiten des Gewässerübergangs zu erledigen.[2]
- Für Märsche sind entlang der Marschstraße Verfügungsräume festzulegen, um Truppen bei unvorhergesehenen Änderungen dort unterziehen zu lassen und zur Verfügung zu halten.
- Truppen beziehen gewöhnlich Verfügungsräume, bevor sie einen Abschnitt zur Verteidigung übernehmen. Im Verfügungsraum wird die Versorgung abgeschlossen und die technische Einsatzbereitschaft erhöht oder wiederhergestellt, während die Führer der Truppe die Stellungen erkunden.

Beim Erkunden und Beziehen von Verfügungsräumen ist darauf zu achten, dass die Truppen bis hin zu den Einzelfahrzeugen so einfließen und unterziehen, dass sie bereits in der richtigen Reihenfolge für den Anschlussauftrag stehen und in der neuen Gefechtsgliederung wieder abfließen oder herausgezogen werden können. Verfügungsräume sind stets durch die Truppe nach allen Seiten zu sichern, dazu befiehlt der örtliche Führer die Sicherungsstreifen oder -sektoren für die einzelnen Truppenteile. Besonderes Augenmerk ist auf die Tarnung zu richten, damit die Truppe nicht schon im Verfügungsraum aufgeklärt wird, woraus der Feind wichtige Rückschlüsse auf die geplante Operationsführung ziehen könnte. Deshalb wird in Verfügungsräumen meistens für Funkgeräte und Radar Sendeverbot befohlen.
Für gewöhnlich werden Waldgebiete als Verfügungsräume befohlen, die dazu über genügend Straßen- und Wegeanbindungen verfügen müssen, um ein reibungsloses Einfließen und Abfließen der Truppen zu ermöglichen. Nur selten sind Verfügungsräume nicht in Wäldern oder ähnlichen Gebieten angesiedelt. Dann hat der Einheits- oder Teileinheitsführer einen sichtgeschützten Bereich, zum Beispiel hinter Kuppen, zu wählen. Der Verfügungsraum für ein Bataillon hat eine Ausdehnung von etwa 8–20 Quadratkilometern. Die Ausdehnung von Verfügungsräumen ist räumlich nicht begrenzt, doch sollte bei einem Panzerzug immer darauf geachtet werden, dass die Ausdehnung so erfolgt, dass feindliches Steilfeuer nicht den ganzen Raum auf einmal belegen kann.

## Trivia
Ein Aufnahmeritual bei der Bundeswehr ist es, einen Rekruten in der Kaserne – auf möglichst umständliche Weise – den „Schlüssel zum Verfügungsraum“ holen zu lassen. Dabei wird die Unkenntnis der noch unerfahrenen Soldaten in Bezug auf militärische Fachausdrücke ausgenutzt.